# 平田典通
平田 典通（ひらた てんつう、1641年10月23日（尚賢元年9月19日） - 1722年7月12日（尚敬10年5月29日））は、琉球王国の陶工。唐名は宿 藍田（しゅく らんでん）。

## 概要
1670年、中国・清に渡り、釉薬の技術を学び、赤絵や五色玉などの技法を琉球にもたらす。帰国後の1682年、首里城正殿屋根の竜頭瓦（りゅうとうがわら）を制作した。

## 「五色玉」について
平田典通が伝えた五色玉については、赤絵の釉薬とする説と、ガラス玉とする説とがある。釉薬説は、『宿姓家譜』に典通の事績として「渡唐上京仕、五色 玉上焼物薬稽古仕り、帰国に...。」とあるのが唯一の根拠である。一方のガラス玉説は、『琉球国由来記』によると当時の技術部門に「瓦工」・「陶工」と別に「玉焼」の工人が独立して記載され、玉焼の項に「五色玉焼、始ニ康熙九年庚戌。宿氏 興那城筑登之典通、今稱二平田一。入レ閩稽古二製作一也。」とあり、また比嘉朝健編『琉球歴代陶工家譜』には王の御冠の玉、唐衣装の提鳴玉、露玉の修復や玉風鈴の製作が記録されており、ガラス玉であると考えられる。